# Label Carnot
Pour les articles homonymes, voir Carnot.
Le label Carnot est un label officiel français attribué à des laboratoires de recherche publique effectuant des travaux de recherche scientifique en partenariat public-privé. Créé en 2006, il est attribué par le ministre chargé de l'Enseignement supérieur, de la Recherche et de lʼInnovation, pour une durée de cinq ans renouvelable.
Les laboratoires titulaires du label Carnot reçoivent un financement public, versé par l’Agence Nationale de la Recherche. Il est calculé en fonction du volume et de l’accroissement, sur la durée du partenariat, des contrats de recherche établis avec des entreprises en fonction du besoin de celles-ci. Ce financement s’ajoute à celui versé par ces entreprises.
Il existe, dans la procédure de labellisation, une phase préparatoire nommée « Tremplin Carnot », destinée aux laboratoires qui, ne répondant pas entièrement aux critères exigés, reçoivent un soutien spécifique.
Le nom du label a été choisi en l'honneur du physicien Sadi Carnot.

## Les instituts Carnot
La recherche partenariale constitue un levier important pour l’économie en favorisant l’innovation des entreprises, gage de compétitivité et de croissance.[Information douteuse]
Le label Carnot est attribué à des structures de recherche publique, les instituts Carnot, qui mènent simultanément des activités de recherche amont, propres à renouveler leurs compétences scientifiques et technologiques, et une politique volontariste en matière de recherche partenariale au profit du monde socio-économique. En 2020, 39 groupements de laboratoires sont labellisés. 
Ils rassemblent en 2023 près de 35 000 chercheurs et 10 000 docteurs, 55% des effectifs de la recherche représentant 55% de la R&D financée par les entreprises.

## Le Réseau Carnot

### Charte Carnot
Chaque institut composant le réseau s’engage à respecter les termes de la Charte Carnot.

### Les 39 structures Carnot
Le Réseau Carnot est composé de 39 structures de recherches publique en 2024. Depuis 2007, tous les 4 ou 5 ans un appel à candidatures sélectionnent des laboratoires exprimant l’envie de faire partie du Réseau.
Les structures sont par exemple : 3BCAR, AgriFood Transition, AP-HP, ARTS, CALYM (en), CEA-Leti, CEA-List (en), Cetim, Chimie Balard Cirimat, Institut du cerveau (ICM) ou Institut Curie.